# Canada ai XII Giochi olimpici invernali
Il Canada partecipò ai XII Giochi olimpici invernali, svoltisi a Innsbruck, Austria, dal 4 al 15 febbraio 1976, con una delegazione di 59 atleti impegnati in otto discipline.